# Agrostophyllum
 Agrostophyllum  es un género de unas 90 especies de orquídeas epífitas o litófitas.

## Distribución
Se distribuyen por Seychelles, Madagascar, India, Sri Lanka, Borneo, e islas del Pacífico. Pero donde se concentran una gran parte, es en Papúa Nueva Guinea, donde hay unas 45 de las especies. Son de hábitos epífitas y alguna litófita.

## Hábitat
So epífitas y también como litófitas rodeadas de un buen espesor de musgo bajo el dosel forestal o a media sombra.

Se encuentran por Seychelles, Madagascar, India, Sri Lanka, Borneo, e islas del Pacífico. Pero donde se concentran una gran parte, es en Papúa Nueva Guinea, donde hay unas 45 de las especies.

## Descripción
Estas orquídeas tienen tallos alargados y frecuentemente colgantes, que presentan una grandensidad de hojas que arropan su base.
Presentan una peculiar inflorescencia de flores pequeñascon forma de bola, que lleva numerosas brácteas.

## Taxonomía
El género fue descrito por Carl Ludwig Blume y publicado en  Bijdragen tot de flora van Nederlandsch Indië 8: 368. 1825.
Etimología
El nombre de Agrostophyllum, procede de la palabra griega: ‘agrostis’ = "hierba" y ‘phyllos' = "hoja", refiriéndose a la apariencia a hierba de las hojas de algunas especies.

## Especies deAgrostophyllum
Hay cuatro secciones en este género:
- Dolichodesme - Inflorescencia alargada que puede tener la forma de una espiga, pero también puede estar parcialmente ramificado como un panículo.
- Eu-agrostophyllum – Hojas más largas; flores pequeñas en una cabeza apical corta; unas pocas especies pueden desarrollar de una a dos flores.
- Oliganthe - Caracterizadas por un rizoma más alargado y simpodia colgantes. Hojas y flores similares a las de las secciones anteriores.
- Appendiculopsis - Rizomas alargados ligeramente, rizomas cortos y rastreros; Hojas oblogas, disticas, y agrupadas en el ángulo derecho con respecto al eje del tallo, repentinamente truncadas en la base, con un peciolo pequeño; inflorescencia terminal o lateral; antes pertenecían al género Appendicula.

- Agrostophyllum acutum (Nueva Guinea).
- Agrostophyllum amboinense (Maluku - Ambon).
- Agrostophyllum appendiculoides (Nueva Guinea).
- Agrostophyllum aristatum (Fiji).
- Agrostophyllum arundinaceum (Borneo).
- Agrostophyllum atrovirens (Maluku - Ambon).
- Agrostophyllum bilobolabellatum (Papúa Nueva Guinea).
- Agrostophyllum bimaculatum: Agrostophyllum doble-manchado (Nueva Guinea).
- Agrostophyllum brachiatum (Nueva Guinea).
  - Agrostophyllum brachiatum var. brachiatum (Nueva Guinea).
  - Agrostophyllum brachiatum var. latibrachiatum (Nueva Guinea).
- Agrostophyllum brevipes (E. Himalaya a Indo-China).
- Agrostophyllum callosum (Nepal a Hainan)
- Agrostophyllum compressum (Nueva Guinea).
- Agrostophyllum crassicaule (New Guinea, Archipiélago Bismarck ).
  - Agrostophyllum crassicaule var. bismarckiense (Bismarck Arch.)
  - Agrostophyllum crassicaule var. crassicaule (Nueva Guinea).
- Agrostophyllum curvilabre (New Guinea a Is. Solomon).
- Agrostophyllum cyathiforme (W. Malasia).
- Agrostophyllum cycloglossum (Nueva Guinea).
- Agrostophyllum cyclopense (Nueva Guinea).
- Agrostophyllum denbergeri (Sumatra a Java).
- Agrostophyllum dischorense (Nueva Guinea).
- Agrostophyllum djararatense (Sumatra).
- Agrostophyllum dolychophyllum (Nueva Guinea).
- Agrostophyllum earinoides (New Guinea).
- Agrostophyllum elatum (Nueva Guinea).
- Agrostophyllum elmeri (Filipinas).
- Agrostophyllum elongatum: Agrostophyllum alargado (Malasia a W. Pacífico).
- Agrostophyllum fibrosum (Nueva Guinea)..
- Agrostophyllum finisterrae (Nueva Guinea).
- Agrostophyllum flavidum (Assam).
- Agrostophyllum fragrans (Nueva Guinea).
- Agrostophyllum globiceps (W. Sumatra).
- Agrostophyllum globigerum (N. Borneo).
- Agrostophyllum glumaceum (W. Malasia).
- Agrostophyllum graminifolium (Nueva Guinea a Vanuatu).
- Agrostophyllum grandiflorum (Nueva Guinea).
- Agrostophyllum indifferens (Kalimantan).
- Agrostophyllum inocephalum (S. Taiwán a Filipinas).
- Agrostophyllum javanicum (W. Malasia).
- Agrostophyllum kaniense (Nueva Guinea).
- Agrostophyllum kusaiense (Is. Carolinas).
- Agrostophyllum lamellatum (Nueva Guinea).
- Agrostophyllum lampongense (Sumatra).
- Agrostophyllum laterale (Borneo).
- Agrostophyllum latilobum ( W. y C. Java).
- Agrostophyllum laxum (W. Malasia).
- Agrostophyllum leucocephalum (Nueva Guinea a SW. Pacífico).
- Agrostophyllum leytense (Filipinas).
- Agrostophyllum longifolium (Pen. Tailandia a Malasia.)
- Agrostophyllum longivaginatum (Filipinas).
- Agrostophyllum luzonense (Filipinas).
- Agrostophyllum macrocephalum (Nueva Guinea).
- Agrostophyllum majus (Pen. Tailandia a Vanuatu).
- Agrostophyllum malindangense (Filipinas).
- Agrostophyllum mearnsii (N. Borneo a Filipinas).
- Agrostophyllum megalurum (Nueva Guinea a W. Pacífico).
- Agrostophyllum merrillii (Filipinas).
- Agrostophyllum mindanense (Filipinas).
- Agrostophyllum montanum: Agrostophyllum de montaña (Nueva Guinea).
- Agrostophyllum mucronatum (Nueva Guinea).
- Agrostophyllum myrianthum (Sikkim, Arunachal Pradesh).
- Agrostophyllum neoguinense (Papua Nueva Guinea).
- Agrostophyllum niveum (Nueva Guinea).
- Agrostophyllum occidentale (Seychelles, N. Madagascar).
- Agrostophyllum palawense (Is. Carolinas - Palau).
- Agrostophyllum paniculatum ( Nueva Guinea a Solomon Is. )
- Agrostophyllum papuanum (Papúa Nueva Guinea).
- Agrostophyllum parviflorum (Maluku a Nueva Guinea).
- Agrostophyllum patentissimum (Nueva Guinea).
- Agrostophyllum pelorioides (Nueva Guinea).
- Agrostophyllum philippinense (Filipinas).
- Agrostophyllum planicaule (Himalaya a Indo-China).
- Agrostophyllum potamophila: Agrostophyllum de ribera (Nueva Guinea).
- Agrostophyllum rigidifolium (New Guinea).
- Agrostophyllum saccatilabium (Filipinas).
- Agrostophyllum saccatum (Borneo)..
- Agrostophyllum sepikanum (Nueva Guinea).
- Agrostophyllum seychellarum (Seychelles).
- Agrostophyllum simile (Sulawesi).
- Agrostophyllum spicatum (Nueva Guinea).
- Agrostophyllum stenophyllum (Nueva Guinea.).
- Agrostophyllum stipulatum (Indo-China, Malasia a Is. Salomón) 
  - Agrostophyllum stipulatum subsp. bicuspidatum (W. Malasia).
  - Agrostophyllum stipulatum subsp. stipulatum (Indo-China, Malasia a Is. Salomón)
- Agrostophyllum sumatranum (W. Sumatra, Borneo).
- Agrostophyllum superpositum (Nueva Guinea a Is. Salomón).
- Agrostophyllum tenue (W. Malasia)..
- Agrostophyllum torricellense (Nueva Guinea a S. Vanuatu).
- Agrostophyllum trifidum (Sumatra, Borneo).
- Agrostophyllum uniflorum (Nueva Guinea).
- Agrostophyllum vanhulstijnii (Maluku).
- Agrostophyllum ventricosum (Nueva Guinea).
- Agrostophyllum verruciferum (Nueva Guinea).
- Agrostophyllum wenzelii (Filipinas).
- Agrostophyllum zeylanicum (Sri Lanka).